# Niabouri
Niabouri ist sowohl eine Gemeinde (französisch commune rurale) als auch ein dasselbe Gebiet umfassendes Departement im westafrikanischen Staat Burkina Faso, in der Region Centre-Ouest und der Provinz Sissili. Die Gemeinde hat in 18 Dörfern 19.068 Einwohner.